# کاژیمیش ویلکا
کاژیمیش ویلکا (به لاتین: Kazimierza Wielka) یک شهر و گمینا در لهستان است که در گمینا کاژمیژا ویلکا واقع شده‌است. کازیمیرز ویلکا ۵٫۳۴ کیلومتر مربع مساحت و ۵٬۵۷۵ نفر جمعیت دارد.

## خواهرخوانده
شهر بوچاچ خواهرخواندهٔ کازیمیرز ویلکا هست.